# Parageron erythraeus
Parageron erythraeus är en tvåvingeart som först beskrevs av Greathead 1967.  Parageron erythraeus ingår i släktet Parageron och familjen svävflugor.
Artens utbredningsområde är Eritrea. Inga underarter finns listade i Catalogue of Life.